# Pterodaustre
Pterodaustre (ala austral) és un gènere de pterosaure pterodactilòid que visqué a Sud-amèrica al Cretaci inferior, fa entre 135 i 120 milions d'anys. Podia assolir una longitud d'ala de fins a 1,33 metres i pesar entre 2 o 3 quilograms.
Presentava una cua molt reduïda formada per poques vèrtebres i sense cap mena de funció direccional, típica dels pterodactilòids. El cos d'aquest pterosaure era petit i els ossos que el constituïen eren molt lleugers. Una de les nombroses particularitats del pterodaustre és que tenia un coll molt llarg en comparació amb els pterosaures contemporanis. Les extremitats posteriors eren primes i llargues amb uns peus molt pronunciats.
Els maxilars d'aquest pterosaure presentaven un gran desenvolupament i una lleugera curvatura. De la mandíbula inferior sortien cap a fora nombrosos dents en forma de cerra de diversos centímetres de longitud i probablement eren elàstics. La boca del pterodaustre contindria fins a 1000 d'aquestes cerres. És probable que els usés per filtrar plàncton i krill quan sobrevolava les aigües.
Quan José Bonaparte va descobrir el pterodaustre, el 1970, els únics testimonis corresponents a aquest gènere consistien en un fragment de crani, diverses vèrtebres i uns quants ossos de l'esquelet apendicular. Anys més tard es trobà a l'Argentina un esquelet complet i articulat, que va permetre obtenir força informació d'aquest animal.